# 愚者の毒
『愚者の毒』（ぐしゃのどく）は、日本の作家である宇佐美まことによる小説、推理小説。犯罪小説。
2016年11月9日に祥伝社〈祥伝社文庫〉より書き下ろしで刊行された。装画は、藤田新策が手がけている。第70回日本推理作家協会賞〈長編および連作短編集部門〉受賞作。

## あらすじ
葉子は、妹夫婦が亡くなったために、甥の達也を養っていた。1985年の春に、葉子は希美と、上野の職業安定所で出会い、気軽におしゃべりをする仲になる。葉子は、希美の紹介で、調布市深大寺にある旧家、難波家で家政婦として働くことになる。由紀夫が時々、夜中に1人でこっそりと外出することに、葉子は気づいていたが、詮索はしなかった。また、希美が整形手術を受けたらしいことについても、葉子は詮索しなかった。
1985年の夏のある日、葉子が希美に、自分が人魂を見たことがある、と話すと、希美も同じようなものを見たことがあると口にする。1986年8月2日の午後4時15分頃、調布市深大寺の崖から車が転落する。義彦と希美の遺体が発見されたと報道される。1986年の夏のある日、寛和が就寝中に死亡する。葉子は、寛和の書斎を見渡したとき、違和感を覚える……。
希美の父は、1963年に三池炭鉱炭じん爆発事故に遭い、一酸化炭素中毒患者となった。そのため、一家は筑豊の山奥の廃鉱部落に移り住む。希美の父は、感情のコントロールができなくなり、次第に獣のようになる。1966年の秋のある日、希美の父がシヅ子と間違えてある女性に襲いかかり、希美は父に殺意を覚える。そのことをユウに話すと、ユウは竹丈を恨んでいるという。そして、ある犯罪計画が実行に移される……。

## 登場人物
香川葉子（かがわ ようこ）
1949年9月1日生まれ。
石川希美（いしかわ きみ）
1949年9月1日生まれ。
達也（たつや）
葉子の甥。
加藤義彦（かとう よしひこ）
弁護士。
難波寛和（なんば ひろかず）
元教師。
藤原（ふじわら）
難波家の家政婦。
佳世子（かよこ）
寛和の妻。
由紀夫（ゆきお）
佳世子の息子。
間島（まじま）
植木職人。
可奈（かな）
葉子の妹。
辻本晋太郎（つじもと しんたろう）
可奈の夫。
昭夫（あきお）
希美の弟。
正夫（まさお）
希美の弟。
律子（りつこ）
希美の妹。
中村勇次（なかむら ゆうじ）
希美の同級生。渾名はユウ。
滝本（たきもと）
カメラマン。
竹中丈太郎（たけなか じょうたろう）
元炭鉱主。竹丈と呼ばれる。
シヅ子
希美の母。

## 書評
- 第70回日本推理作家協会賞〈長編および連作短編集部門〉の選評で、あさのあつこは、「この作品には鬼気迫る力があった」「殺人者の慟哭を自分のものとした作者に、協会賞はなにより相応しい」としている。黒川博行は、「読みはじめてすぐ、今年はこれやな、と思った。小説でしか描けない各々の人生に深みがあり、濃やかな筆致に味わいを感じた」としている[1]。
- 書評家の杉江松恋は、「優れた犯罪小説」「物語の序盤から中盤にかけて置かれた伏線を回収していく技巧に秀でている」「本作には、小池真理子『恋』を連想させる要素が多分にある」と評している[4]。ライターの門賀美央子は、「ミステリーの枠を超えて、普遍的な人の業と哀しさを確かな描写力でつづっている」と評している[5]。小説家の岡部えつは、「濃く深い物語だった。特に筑豊の章は、匂いや熱まで伝わってくるような素晴らしい描写の数々で、圧倒された」と評している[6]。ホラー作家の篠たまきは、「犯罪を犯すしかなかった人々の生き様が、切なすぎる」と評している[7]。ミステリ評論家の千街晶之は、「スーパーナチュラルな要素のない長篇犯罪小説であり、著者の作品系列の中ではやや異色と言える」と述べている[8]。